# Unepic
Unepic (estilizado como UnEpic) es un videojuego de aventuras y rol que fue lanzado el 30 de septiembre de 2011. Fue desarrollado de forma independiente por Francisco Téllez de Meneses y varios colaboradores.
Unepic ha sido traducido a 10 idiomas, y está disponible en Steam, Desura, GOG.com, Xbox One, WiiU, PlayStation 4 y Nintendo Switch.

## Argumento
La historia gira en torno a Daniel, un chico común. Es un gran jugador de videojuegos, un aficionado a las películas de ciencia ficción, y un jugador novato de rol. Mientras jugaba a uno de estos juegos con sus amigos, decide tomarse un tiempo para ir al baño, pero cuando entra se da cuenta de que no estaba en un baño, si no que transportado a un castillo. Al inicio, Daniel creyó que estaba teniendo una alucinación. Deseoso de seguir jugando dentro del juego de rol para crear su propia aventura, decide "seguir el juego" hasta que su delirio llegue a su fin.
Una vez dentro del castillo, Daniel se da cuenta de que tiene un espíritu en su interior. Este espíritu oscuro puede comunicarse con Daniel, pero no controlarlo. La sombra tiene un objetivo: escapar de la prisión del cuerpo de Daniel. Pero solo puede escapar si Daniel muere.
Luchando contra enemigos en el castillo, con el espíritu oscuro intentando asesinarlo en cada momento, Daniel finalmente descubre si objetivo: derrotar a Harnakon, el maestro del castillo, y liberar a los espíritus puros quienes están atrapados. Mientras el ambiente se ve como la típica aventura de rol, Daniel pronto descubrirá que todo no es lo que parece.

## Modo de juego
Unepic es un videojuego de rol, plataformas y Metroidvania, e incluye un número de elementos RPG, como niveles, puntos de habilidad y equipamiento. Tiene un modo de juego no lineal, y está inspirado en el videojuego de MSX, Maze of Galious. Los jugadores pueden utilizar varias armas de cuerpo a cuerpo y a distancia y armaduras según su nivel y los puntos de habilidad asignados a un tipo de equipamiento. La creación simple de pociones está disponible en determinados lugares, y los comerciantes están presentes durante todo el videojuego, creyendo que el jugador es un monstruo poseído. También se incluyen los "puntos UNepic", que se otorgan por completar desafíos largos y difíciles y permite la compra de equipamiento especial, como armas láser, lanzallamas y lanzacohetes.

## Personajes
- Dani (Daniel) - Protagonista
- Zera (llamada así por Dani) - sombra atrapada en el interior de Dani
- Harnakon, Señor del castillo y guardián de los espíritus puros

## Mapa
El juego nos sitúa en el castillo de Harnakon, un castillo con distintas ambientaciones, enemigos, jefes y más de 200 pantallas.

## Equipo de desarrollo
Francisco Téllez de Meneses es la cabeza del equipo de desarrollo, durante el proceso le ayudaron Carol Sánchez Quiñones (diseño 2D), Ricardo Peregrina Muñoz (diseño de personajes (forma caricatura)) y Jose Jaime Hidalgo de la Torre (música).

## Equipo de doblaje
Para el doblaje, Francisco Téllez creó una campaña micromecenazgo para poder permitírselo.
Quienes doblaron el juego fueron:
- Enrique Colinet
- Pablo García Almarcha
- Alberto Alcázar Rosa
- Alberto Arias Pérez
- Juan Manuel Sánchez Manzano
- Sergio Lostado (Nafarroa)
- Javier Iglesias Ruiz
- Ximaceo
- Marcos Tortosa Carmona
- Miguel A.L.M.
- Antonio Gabriel Ruiz Chopitea
- Valentina Domnínguez Navas
- Carlos Martín Isabel
- Ricardo González
- Antonio Adriano Rodríguez Romero
- Daniel de la Viuda Pérez
- Ignacio Barrio
- Juan Tunes García
- Miguel Sánchez Marcos
- Carlos Moscat Navarro
- Juan Turnes García
- Ignacio Martínez
- Daniel Abadía Prieto
- Gabriel Lorente Juan
- Miguel Company
- 'Pirates de Catalunya'
- Salvador Gómez García
- Rafael López
- "Coheiden"
- Fernando José Bote Echeverría
- Elena Béjar Galindo
- Adrián Mateo García
- David Raibal Campillo
- Gabriel Fernández Gil
- Angel Sierra Sánchez
- Adrián Carrián
- Ignacio Mascarell Llorens
- Salvador García Roura
- Iván Rodríguez Sánchez
- José María Cala Barrionuevo
- Norman Schaar
- Asier Fernández Irazabal
- Eduardo Jofre Casañes
- Ángel Criado Caña
- Alejandro Ajenjo Rodríguez
- Juan Gabriel Franco De La Flor
- Pedro Javier Mora Fernández
- Víctor Blanquez Navarro
- Elías Fraguas Castellanos
- Jesús Alonso Abad
- Simón Tomás Fischer
- David Robles Redondo
- Fernando Sospedra García
- Carlos García
- Ander Goirigolzarri
- Bruno Pérez Laffitte
- Madelón Lánchez Pérez
- Daniel López Labiaga
- Víctor Cerezo Olmo
- David Flores Miras
- Pedro Pablo Fernández Moya
- Juan García De Quirós
- David de la Rosa
- Juan Antonio Carrasco Estrada
- "Nodrius" Gudiel García
- Rafel Molina Julián
- Ricardo Andrés Curtosi Hernández
- Roberto Chamorro Rodríguez
- Francisco Javier Mora Ferrer
- Jorge Torrado Fernández
- Juan Tomás de Esteban
- César Botana
- Rubén Miguel Mínguez
- Brian Ariel Curtosi
- Juan Luis López Maza
- GotoMah
- Javier Carrera Bernal
- Mauricio García Serrano
- Lyulina Gibinska
- Mauro Sebastià Cerdà
- José Antonio Díez García
- Héctor Andrés Calero
- Manuel Melgar Solís
- Alejandro Polo
- José Luis Martínez León
- Adrián Garvía Arrogante
- Christopher Mathieu (LonePaladin)
- David "Morthec" Fernández
- José Antonio García Esclápez
- David Tomas Fischer

## Recepción
Unepic ha recibido mayormente críticas mixtas, con la versión de PC calificada con un 68 de 100 en Metacritic, basado en 5 reseñas de críticos, y los jugadores lo puntúan con una calificación promedio de 8,4 basado en 184 calificaciones. Recibió una puntuación de 6,5/10 en Destructoid. El videojuego se posicionó 10° en los premios "Indie of the Year" de 2011.